# 경상북도립봉화공공도서관
경상북도립봉화공공도서관은 경상북도 봉화군 봉화읍 소재의 도서관이다.

## 연혁
- 1976. 09. 02 봉화군립도서관 개관
- 1990. 04. 03 봉화군립도서관 폐관
- 1991. 05. 16 현재의 청사 완공
- 1991. 06. 25 경상북도립봉화공공도서관 개관
- 1997. 03. 12 이동도서관 운영(25인승 버스)
- 1999. 01. 01 경상북도교육청으로부터 지 역평생학습관 지정
- 1999. 09. 01 자료대출전산화(KOLAS 도입)
- 2003. 08. 01 디지털자료실 개실
- 2004. 03. 16 이동도서관 버스 교체(35인승)
- 2006. 01. 01 개관일 확대 (매주 월요일 개관)
- 2010. 02. 26 홈페이지 재개편
- 2017.10.16 RFID 도서대출반납시스템 도입
- 2018.01.01「경상북도교육청 봉화도서관」으로 명칭변경

## 이용 안내
이용 시간
- 일반자료실, 디지털자료실, 아동자료실, 참고자료실, 정기간행물실: 매일 09:00 ~ 18:00
- 열람실: 일요일 08:00 ~ 18:00 / 월~토요일 08:00 ~ 22:00

휴관안내
- 정기휴관일: 매월 마지막 월요일
- 법정공휴일: 일요일을 제외한 관공서의 공휴일(단, 겹치는 경우에는 휴관)
- 임시휴관일: 특별한 사유로 도서관장이 지정하는 날